# Резолюция 184 на Съвета за сигурност на ООН
Резолюция 184 на Съвета за сигурност на ООН е приета единодушно на 16 декември 1963 г. по повод кандидатурата на султанат Занзибар за членство в ООН.
С Резолюция 184 Съветът за сигурност препоръчва на Общото събрание на ООН Занзибар да бъде приет за член на Организацията на обединените нации.